# Miskolc Renegades 2014
Questa voce raccoglie le informazioni riguardanti i Miskolc Renegades nelle competizioni ufficiali della stagione 2014.

## Divízió II 2014

### Stagione regolare
| 5 aprile 2014 2ª giornata | Miskolc Renegades | 36 – 8 | Szolnok Soldiers |  |

| 26 aprile 2014 5ª giornata | Miskolc Renegades | 49 – 19 | Dabas Sparks |  |

| 18 maggio 2014 7ª giornata | Újbuda Rebels 2 | 14 – 35 | Miskolc Renegades |  |

| 8 giugno 2014 10ª giornata | Nyíregyháza Tigers 2 | 40 – 32 | Miskolc Renegades |  |

### Playoff
| 2014 Quarti di finale | Miskolc Renegades | 42 – 0 | Újbuda Rebels 2 |  |

| 2014 Semifinale | Miskolc Renegades | 44 – 2 | Nyíregyháza Tigers 2 |  |

| 2014 Duna Bowl | Budapest Hurricanes 2 | 21 – 38 | Miskolc Renegades |  |

## Statistiche di squadra
| Competizione      | %Vittorie | In casa | In casa | In casa | In casa | In casa | In casa | In trasferta | In trasferta | In trasferta | In trasferta | In trasferta | In trasferta | Totale | Totale | Totale | Totale | Totale | Totale |
| Competizione      | %Vittorie | G       | V       | N       | P       | Pf      | Ps      | G            | V            | N            | P            | Pf           | Ps           | G      | V      | N      | P      | Pf     | Ps     |
| ----------------- | --------- | ------- | ------- | ------- | ------- | ------- | ------- | ------------ | ------------ | ------------ | ------------ | ------------ | ------------ | ------ | ------ | ------ | ------ | ------ | ------ |
| Stagione regolare | .750      | 2       | 2       | 0       | 0       | 85      | 27      | 2            | 1            | 0            | 1            | 67           | 54           | 4      | 3      | 0      | 1      | 152    | 81     |
| Playoff           | 1.000     | 2       | 2       | 0       | 0       | 86      | 2       | 1            | 1            | 0            | 0            | 38           | 21           | 3      | 3      | 0      | 0      | 124    | 23     |
| Totale            | .857      | 4       | 4       | 0       | 0       | 171     | 29      | 3            | 2            | 0            | 1            | 105          | 75           | 7      | 6      | 0      | 1      | 276    | 104    |